# Semion Grossu
Semion Grossu (în rusă Семён Кузьмич Гроссу; n. 18 martie 1934, Satul Nou, județul Cetatea Albă, România, astăzi în regiunea Odesa, Ucraina) este un fost politician comunist moldovean, care a îndeplinit funcțiile de președinte al Sovietului de Miniștri din RSS Moldovenească (1976-1980) și de prim-secretar al Partidului Comunist din RSSM (1980-1989).

## Biografie
Semion Grossu s-a născut la data de 18 martie 1934 într-o familie de țărani din localitatea Satu-Nou din raionul Sărata, Bugeac (azi regiunea Odessa, Ucraina). A absolvit cursurile Institutului Agronomic "M.V. Frunze" din Chișinău (1959). A obținut în anul 1968 titlul științific de candidat în științe economice.
După absolvirea facultății în anul 1959, a lucrat ca agronom-șef la colhozul "Zaria" (Zorile) din satul Olonești. În anul 1961 a devenit membru al PCUS și a fost numit președinte al colhozului "I.M. Miciurin" din Căușeni. În perioada 1964-1967 a fost șef al direcției colhoznico-sovhoznice din raionul Suvorov (astăzi Ștefan Vodă) din RSSM.
În anul 1967 este scos din producție și trecut la munca de partid mai întâi ca prim-secretar al Comitetului raional Criuleni (1967-1970) și apoi ca secretar al Comitetului Central al Partidului Comunist din RSS Moldovenească și membru al Biroului CC (iunie 1970 - septembrie 1976). La Congresele XI-XIII ale PCM a fost ales membru al CC, fiind de asemenea și deputat al poporului în Sovietul Suprem al RSSM în legislaturile 7 și 8.
În perioada 1 septembrie 1976 - 31 decembrie 1980 a îndeplinit funcția de președinte al Sovietului de Miniștri din RSS Moldovenească și simultan și pe cea de ministru al afacerilor externe. În paralel, a fost ales și ca membru al Comitetului Central al PCUS (1976-1990).
La data de 30 decembrie 1980 a fost numit în funcția de prim-secretar al Partidului Comunist din RSS Moldovenească. În luna noiembrie 1989 au avut loc mai multe manifestații naționale în Republica Moldova, prin care s-a cerut demisia lui Grossu. Aceste manifestații au dus la o serie de ciocniri între demonstranți și forțe de ordine la Chișinău. În particular, s-a opus revenirii la scrisul latin în Republica Moldova . Grossu a fost eliberat din funcție la cerere la data de 16 noiembrie 1989, fiind numit ca atașat pe probleme de agricultură la Ambasada URSS în Mexic. Din acest post a fost pensionat în septembrie 1991. 
A fost ales ca deputat în Sovietul Suprem al URSS în patru legislaturi (1966-1970, 1977-1989) și apoi ca deputat al poporului din URSS (1989-1991). A fost decorat cu două Ordine Lenin, cu două Ordine Drapelul Roșu al Muncii și cu Ordinul Revoluția din Octombrie. 
Începând din anul 1991, Semion Grossu este patron al firmei moldo-ruse „Product Impex” SRL, care se ocupă de comercializarea de vinuri. El deține fabrica de vinuri din Leușeni (Hâncești). În anul 2003, firmele sale au colectat zeci de tone de struguri de la sute de vieri din satele Mirești și Chetroșeni (raionul Hîncești), dar nu și-au plătit datoriile. Țăranii (unii bătrâni, alții invalizi) l-au dat în judecată, iar procesul se judecă în prezent. Semion Grossu a recunoscut că are datorii, a promis că le va plăti, fapt care nu s-a întâmplat până în prezent. Între timp, unii dintre țărani au murit.

## Controverse
Conform declarațiilor diplomatului Ceslav Ciobanu, fostul ambasador al Republicii Moldova în SUA, la banchetul din iulie 1989 de la București, oferit pentru conducătorii statelor Tratatului de la Varșovia, liderul comunist rus Mihail Gorbaciov i-ar fi spus lui Ceslav Ciobanu următoarele:
„Nu-mi place mie Grossu acesta al vostru. Când vorbesc cu el este de acord cu toate, parcă susține cursul politic curent, dar în realitate sau nu face nimic, sau procedează cu totul invers.”—Mihail Gorbaciov